# Danilo Peinado
Danilo Javier Peinado Lerena (Montevidéu, 15 de fevereiro de 1985) é um futebolista uruguaio que atua como atacante. Atualmente defende o Liverpool de Montevidéu.